# Métairies-Saint-Quirin
Métairies-Saint-Quirin é uma comuna francesa na região administrativa de Grande Leste, no departamento de Mosela. Estende-se por uma área de 9,57 km². Em 2010 a comuna tinha 277 habitantes (densidade: 28,9 hab./km²).